# Friedrich Christian Schmidt (Autor)
Friedrich Christian Schmidt (* 5. Mai 1755 in Gotha; † 26. Dezember 1830 ebenda) war ein deutscher Kameralist und Naturforscher.

## Leben
Friedrich Christian Schmidt war der Sohn des Gothaer Forstsekretärs und späteren Landkammerates Christian Friedrich Schmidt. Im Alter von 5 Jahren bekam er ein Augenleiden, welches ihn noch seine gesamte Jugendzeit stark beeinträchtigte. Er besuchte das Gymnasium in Gotha und hörte ab Herbst 1773 zunächst an der Universität Leipzig philosophische und juridische Vorlesungen, musste dieses Studium wegen einer Verschlechterung seiner Sehkraft jedoch im August 1774 unterbrechen. Im April 1776 setzte er sein Studium der Rechts- und Kameralwissenschaft, Mathematik, Physik und Naturgeschichte an der Universität Jena mit Unterstützung eines Vorlesers fort. Gegen Ende des Studiums verbesserte sich seine Sehkraft und er konnte das Studium ohne weitere Hilfen beenden.
1779 vertrat er ein Jahr lang den Amtsvoigt in Georgenthal und übernahm am 2. November 1780 in Gotha die Verwesung des sogenannten Vorsteheramtes, einer geschäftreichen Rentbeamtenstelle. 1813 wurde ihm vom Herzog der Titel Kommissionsrat verliehen. 1825 trat er in den Ruhestand.
Schmidt veröffentlichte 1779 seine „Historisch-mineralogische Beschreibung der Gegend um Jena“. Darin stellt er manche Fehler von Johann Heinrich Schütte richtig, gibt eine umfassendere Fossilliste und bildet die triassischen Muscheln Lima lineata und Myophorien ab. Er beschreibt die einzelnen Berge in Jenas Umgebung und führt die dort gefundenen Gesteine und Versteinerungen auf. Von besonderem Interesse sind seine „Hypothesen, durch was vor Veränderungen unseres Erdballs diese Gegend ihre gegenwärtige Gestalt bekommen haben könnte.“ Mit der damaligen Hypothese, dass diese Gesteine der 40 Tage dauernden Sintflut ihre Entstehung verdanken, ist er nicht einverstanden. Es ist für ihn sicher, dass die Jenaer Gesteine sich im Meer gebildet haben.
Friedrich Christian legte beginnend ab etwa 1792 im Lauf der Jahre eine Conchyliensammlung an, die sich durch Ankäufe (u. a. Sammlung Johann Samuel Schröter) und durch Beiträge seiner zahlreichen Freunde schnell vergrößerte und eine der größten Sammlungen in Deutschland wurde.
1818 veröffentlichte er seine Gedanken und Erfahrungen über die Aufstellung, Behandlung und Aufbewahrung von Conchylien-Sammlungen. In seiner Bewertung führte Lorenz Oken 1819 in der Zeitschrift Isis aus, dass dieses Buch „in jedem Conchyliencabinet auf dem ersten Schranke aufgeschlagen liegen sollte“.
Alexander von Humboldt, der die Sammlung im Dezember 1826 besichtigte, überzeugte Herzog Ernst I. vom Wert der Sammlung und dieser erwarb diese 1827 zum Preis von 4000 Talern für die Friedenstein'schen Sammlungen. Schmidt durfte die Sammlung sein Leben lang nutzen, musste sich im Gegenzug aber verpflichteten, diese weiter nach Kräften zu mehren und das schon weit vorgeschrittene handschriftliche Verzeichnis zu vollenden. Schmidt beschrieb bis zu seinem Tod in 15 Foliobänden noch insgesamt 17200 Exponate seiner Sammlung. Zum Zeitpunkt seines Todes verblieben lediglich 200 noch nicht bearbeitete Exponate.
Seit 1821 war Friedrich Christian Schmidt auswärtiges Mitglied der Societät für die gesammte Mineralogie zu Jena und seit 1824 korrespondierendes Mitglied der naturforschenden Gesellschaft des Osterlandes und der Senckenbergischen Naturforschenden Gesellschaft.

## Schriften
- Historisch-mineralogische Beschreibung der Gegend um Jena: nebst einigen Hypothesen, durch was vor Veränderungen unsers Erdbodens diese Gegend ihre gegenwärtige Gestalt bekommen haben möchte.  Ettinger, Gotha 1779 (Digitalisat)
- Der bürgerliche Baumeister, oder Versuch eines Unterrichts für Baulustige, welcher sie durch eine große Anzahl ganz verschiedener Plane in den Stand setzt, die Einrichtung ihrer Wohngebäude selbst zu entwerfen, und ihnen alles lehrt, was sie vor, während und nach einem Bau zu wissen nöthig haben. Reyher, Gotha 1790 (Digitalisat)
- Versuch über die beste Einrichtung zur Aufstellung, Behandlung und Aufbewahrung der verschiedenen Naturkörper und Gegenstände der Kunst, vorzüglich der Conchylien-Sammlungen, nebst kurzer Beurtheilung der conchyliologischen Systeme und Schriften und einer tabellarischen Zusammenstellung und Vergleichung der sechs besten und neuesten conchyliologischen Systeme, welchen ein Verzeichniss der am meisten bekannten Conchylien angehängt ist, wie solche nach dem Lamarkischen System geordnet werden können. Perthes, Gotha 1818 (Digitalisat)